# Classe Pegasus
Le 6 unità della Classe Pegasus, portanti ciascuna il nome di una costellazione, hanno costituito l'unica classe navi missilistiche d'attacco veloce varate dall'US Navy negli ultimi 30 anni.

## Progetto
La Marina USA nel periodo 1950-60 vide come soluzione alla necessità di unità veloci d'attacco gli aliscafi missilistici, di cui dagli anni '50 vennero realizzati alcuni esemplari unici a scopo sperimentale; il primo fu il prototipo USS High Point, e i successivi USS Flagstaff e USS Tucumcari. La NATO, in particolare il Commander in Chief, Allied Forces Southern Command (CINCSOUTH), elaborò dei requisiti, che tenevano anche conto delle esigenze di specifici teatri operativi caratterizzati da acque ristrette come il mar Baltico, che vedevano nello sviluppo di una flotta di aliscafi missilistici una soluzione alle esigenze di unità veloci d'attacco. L'idea di base era lo sviluppo di vari programmi nazionali, ma nessuna cooperazione era prevista dalla US Navy. Il patrocinatore dei progetti basati sugli aliscafi fu l'ammiraglio Armo Zumwalt che fece dare origine ad un gruppo di progetto in ambito NATO dal quale scaturì un memorandum di intesa che coinvolgeva Germania, Italia e USA con questi ultimi come capofila e la formazione nel novembre 1972 del NATO PHM Project Office and Steering Committee.

## Realizzazione
Il Tucumcari, battello da circa 70 tonnellate, è stato irrilevante come realizzazione pratica nella US Navy, ma ha costituito il modello base su cui è stata realizzata la Classe Nibbio (anche nota col nome del secondo esemplare Sparviero), in quanto l'Italia non partecipò alla costruzione delle navi, inizialmente da produrre in 30 esemplari, ma utilizzò i lavori prodotti dalle commissioni che la vedevano coinvolta; la Germania invece rimandò l'acquisto di unità operative ad una fase successiva. L'evoluzione di questo progetto, realizzata quasi nello stesso numero (6 contro 7, rispetto ai 30, poi 25 iniziali) della classe Nibbio ma molto più grande per dimensioni, è stata per l'appunto la classe Pegasus. Questi grandi aliscafi hanno lo stesso armamento d'artiglieria dei minuscoli mezzi italiani, ma il dislocamento è 4 volte maggiore, mentre il numero dei missili antinave, 8  RGM-84A Harpoon contro i 2 Otomat, e il numero delle munizioni per il cannone, 330 contro 85 sono decisamente superiori. Gli aliscafi americani sono stati concepiti diversamente, e appaiono mezzi grandi e potenti rispetto ai 'Nibbio', con capacità complessive molto maggiori.
La USS Wood County, una Landing Ship Tank messa fuori servizio, venne convertita in nave appoggio per le operazioni della flottiglia, previste nel Mediterraneo, e il primo esemplare operativo venne portato in vari paesi europei sulla Wood County a scopo dimostrativo, partecipando anche ad una esercitazione nel Baltico come aggressore contro unità della Bundesmarine.

## Servizio

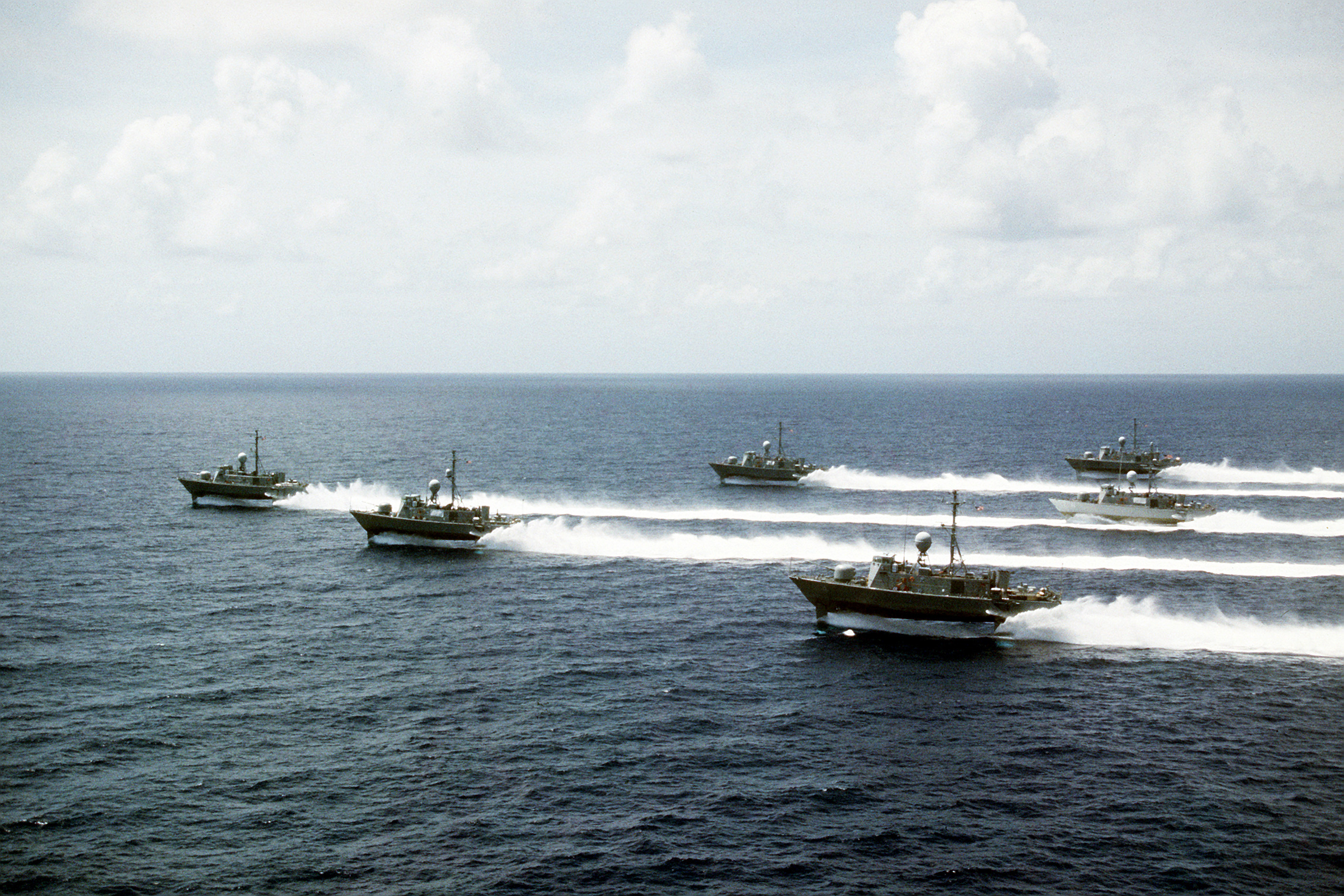
Tutti i sei battelli della classe Pegasus navigano in formazione.

I 6 battelli costruiti presero i pennant number da PHM-1 a PHM-6, dove PHM sta per Patrol Hydrofoil Missile, cioè aliscafo pattugliatore missilistico, e sono:
- Pegasus (PHM-1) (9 luglio 1977–30 luglio 1993), precedentemente Delphinus
- Hercules (PHM-2) (18 dicembre 1982–30 luglio 1993)
- Taurus (PHM-3) (10 ottobre 1981–30 luglio 1993)
- Aquila (PHM-4) (26 giugno 1982–30 luglio 1993)
- Aries (PHM-5) (18 settembre 1982–30 luglio 1993)
- Gemini (PHM-6) (13 novembre 1982–30 luglio 1993)

Rimasti a lungo in servizio sono stati posti in riserva negli anni '90, visto che non avevano molta utilità operativa per le esigenze americane ed erano costosi, come tutti gli aliscafi lo sono rispetto agli scafi normali. La USS Aries è rimasta come nave museo. La USS Gemini è stata trasformata in yacht. Le altre quattro sono state demolite.